# Siegfriedia darwinioides
Siegfriedia darwinioides är en brakvedsväxtart som beskrevs av Charles Austin Gardner. Siegfriedia darwinioides ingår i släktet Siegfriedia och familjen brakvedsväxter. Inga underarter finns listade i Catalogue of Life.